# مارتن فان دير ليندن
مارتن فان دير ليندن (بالهولندية: Maarten van der Linden)‏ هو مجدف هولندي، ولد في 9 مارس 1969 في فوربورخ في هولندا.

## وصلات خارجية
- مارتن فان دير ليندن على موقع الاتحاد الدولي للتجديف (الإنجليزية)
- مارتن فان دير ليندن على موقع الاتحاد الدولي للتجديف (الإنجليزية)
- مارتن فان دير ليندن على موقع اللجنة الأولمبية الدولية (الإنجليزية)
- مارتن فان دير ليندن على موقع أوليمبيديا (الإنجليزية)